# Torensluis
De Torensluis (brug nr. 9) is een karakteristieke boogbrug over het Singel in de Binnenstad van Amsterdam en met 42 meter een van de breedste van de stad. De oorzaak hiervan is dat op de brug een toren heeft gestaan, de Jan Roodenpoortstoren.
Tijdens het ontwerp van de brug in 1648 ontstond het plan om op de zeer brede brug winkelhuisjes te bouwen, net zoals op de Rialtobrug in Venetië. Door de verhuur zou dan een deel van de bouwkosten van de brug worden terugverdiend. Maar men zag hier toch vanaf vanwege de grote verkeersstroom die de brug te verwerken zou krijgen. Op een schilderij van H.G. ten Cate uit 1829 is te zien dat er later toch enige huisjes op de brug zijn gebouwd, tegen de toren aan. Deze zijn verwijderd toen ook de toren gesloopt werd.
De brug was ook als marktplein in gebruik. De brug dateert uit 1648 en is de oudste Amsterdamse brug die in z'n originele staat bewaard is gebleven. De kerkers onder de toren zijn nog steeds in het bruggenhoofd aanwezig. De kerkers zijn gerestaureerd en toegankelijk gemaakt voor publiek. Daar worden nu exposities en evenementen georganiseerd. Sinds 2003 zijn de contouren van de aanwezig gebleven fundamenten in de keitjesbestrating zichtbaar. Op de brug bevindt zich sinds 1987 een bronzen borstbeeld van Multatuli (Eduard Douwes Dekker), gemaakt door Hans Bayens

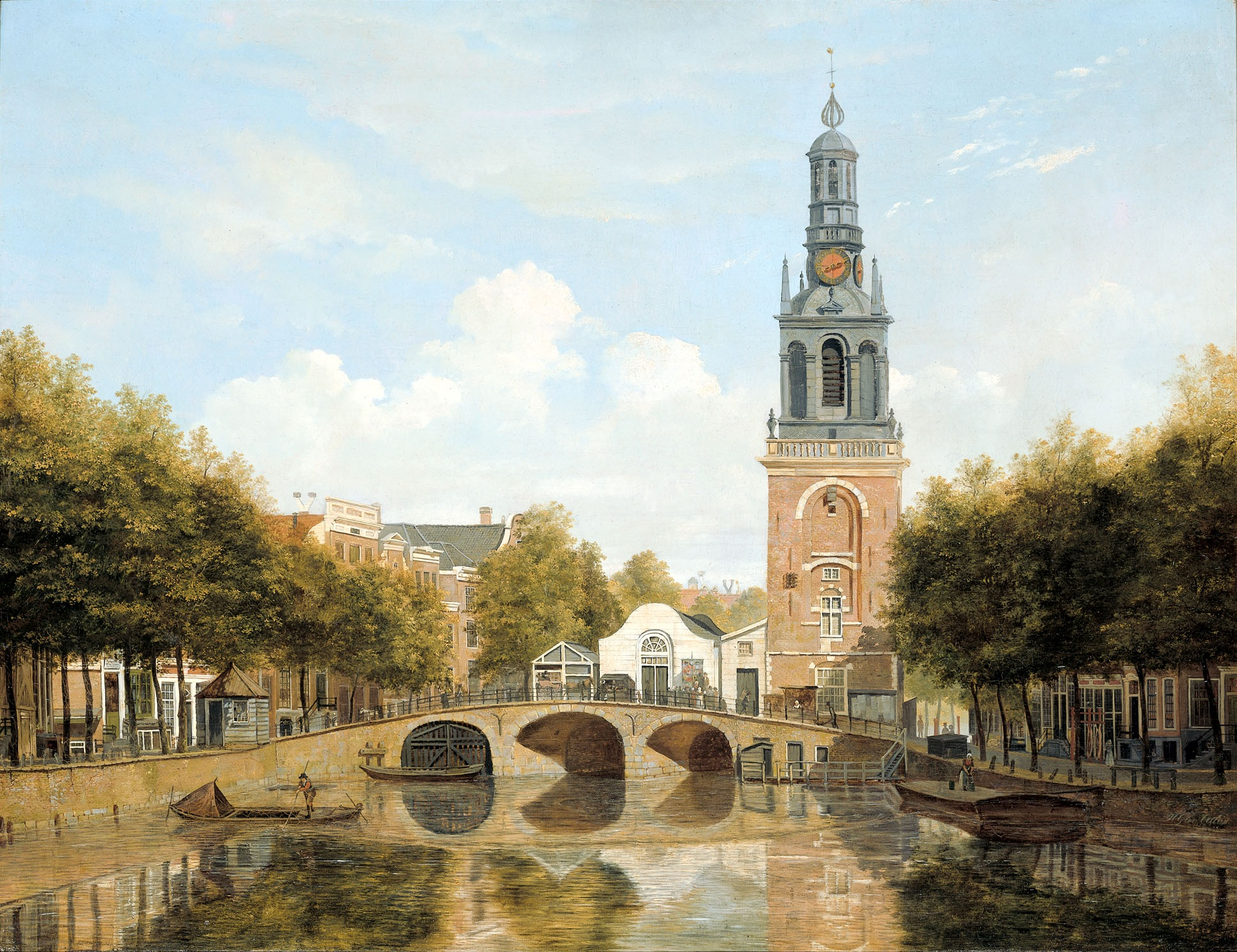
Torensluis met Jan Roodenpoortstoren, schilderij van H.G. ten Cate uit 1829
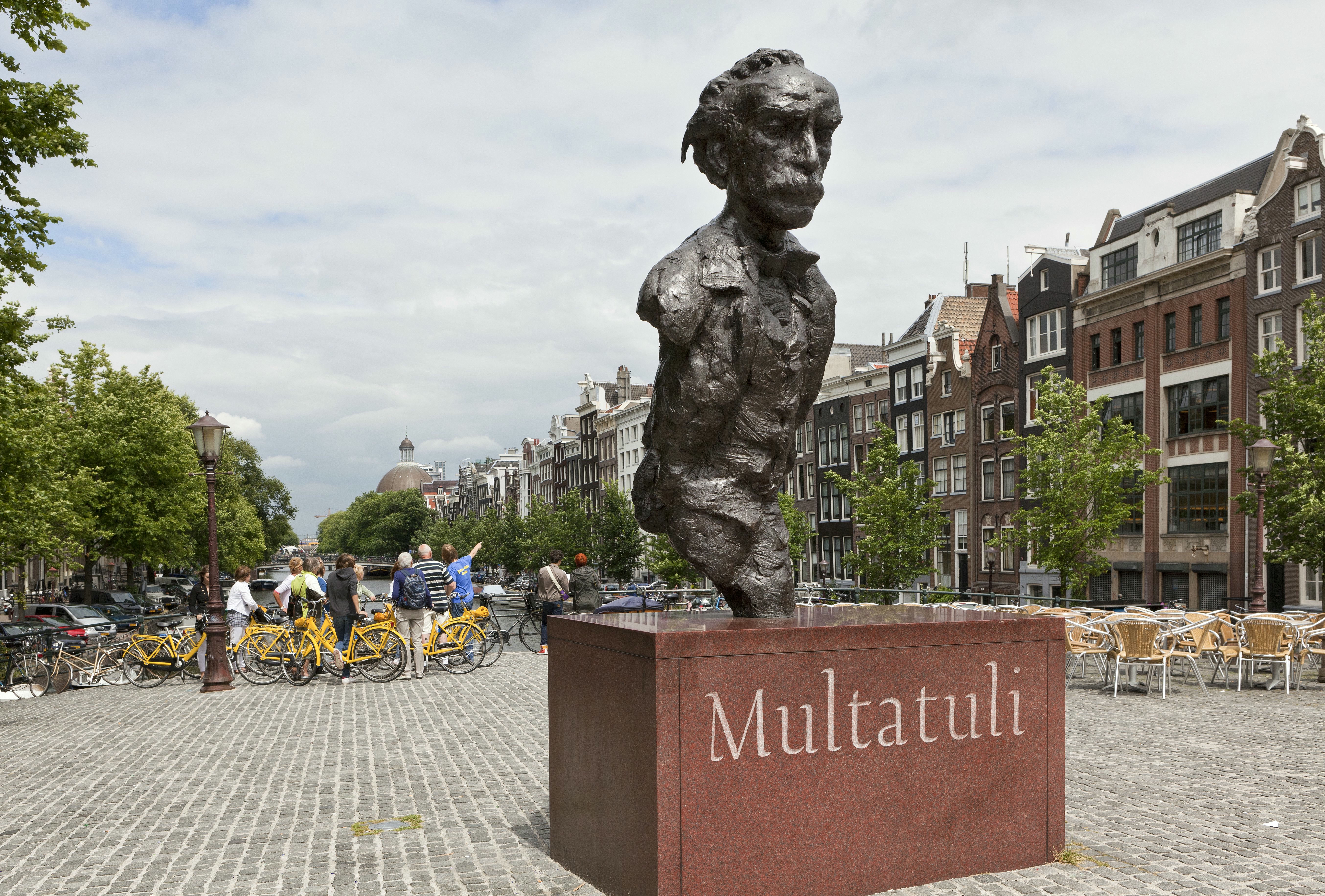
Beeld van Multatuli, zicht op Singel naar Ronde Lutherse Kerk
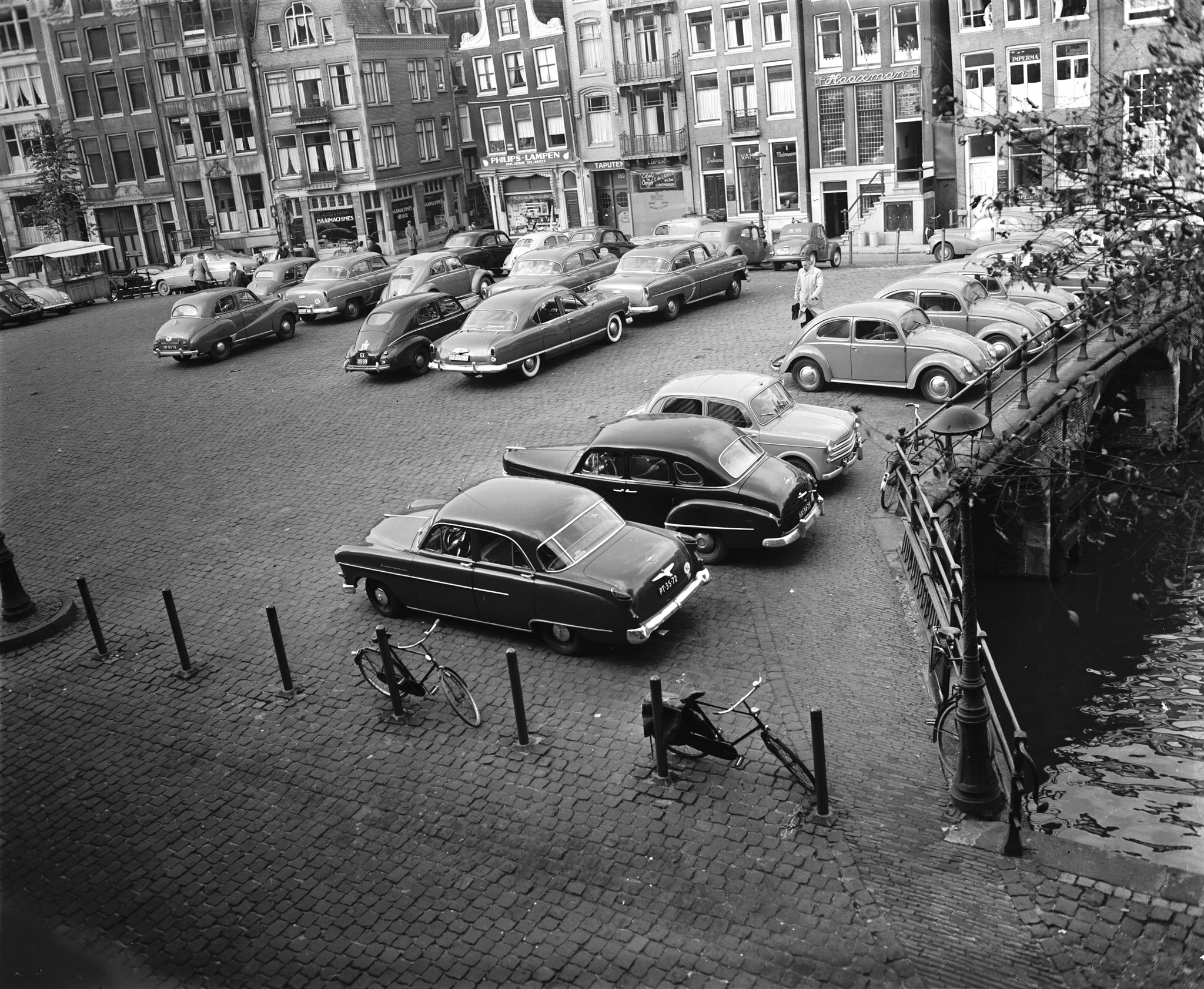
Torensluis als parkeerterrein, 26 oktober 1954